# David Gaudu
David Gaudu (Landivisiau, 10 ottobre 1996) è un ciclista su strada francese che corre per il team Groupama-FDJ. Professionista dal 2017, ha caratteristiche di scalatore. In carriera, ha vinto il Tour de l'Avenir nel 2016.

## Carriera
Già protagonista tra gli Juniores (nel 2014 fa sua la Aubel-Thimister-La Gleize in Belgio) tra gli Under-23 nel 2016 vince il prestigioso Tour de l'Avenir grazie alle ottime prestazioni in salita nell'ultima parte della gara. Dopo la quinta tappa si trova infatti 35º in classifica a 3'09" da leader Nico Denz. Tuttavia non si arrende e già il giorno seguente vince la difficile frazione verso Tignes, ribaltando la classifica e portandosi in seconda posizione a pochi secondi dal nuovo leader Jhon Anderson Rodríguez. Nella settima tappa stacca nuovamente i rivali diretti e conquista la maglia di capoclassifica che conserva vittoriosamente anche nell'ultima e impegnativa ottava frazione. Negli ultimi mesi del 2016 gareggia come stagista con la FDJ, squadra con cui passa professionista a inizio 2017.

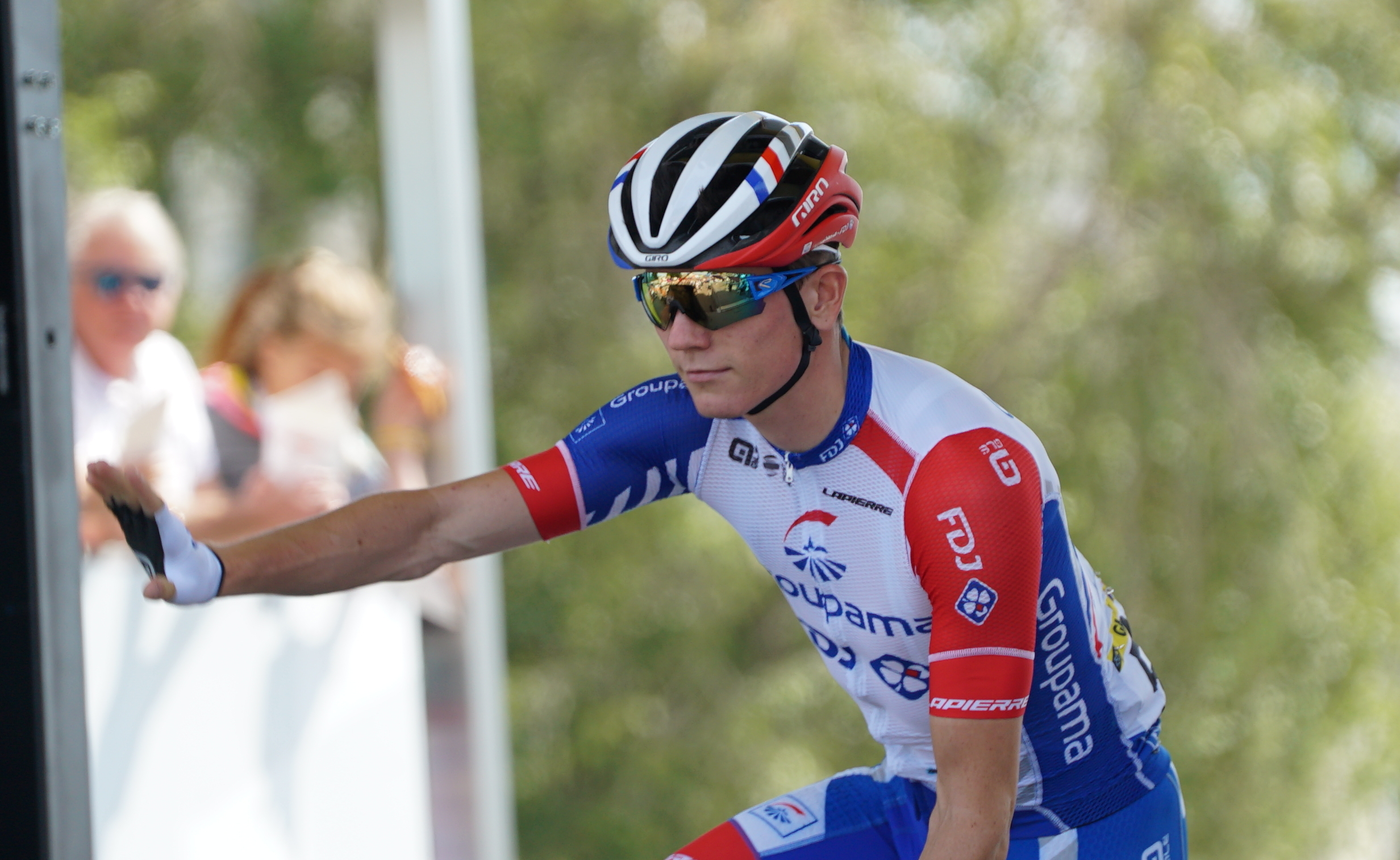
Gaudu saluta il pubblico, durante una tappa del Tour de France 2019.

Inizia a mettersi in evidenza tra i professionisti durante la quarta tappa della Volta Ciclista a Catalunya 2017: nel finale di tappa tenta la sorte con Marc Soler, Alejandro Valverde e Chris Froome, ma vengono ripresi dal gruppo a 5 km dal traguardo. Il giorno successivo, sull'impegnativo arrivo in salita di Tortosa, tiene il ritmo dei migliori fino a pochi km dal traguardo, concludendo settimo a 58" dal vincitore Alejandro Valverde. Perde molte posizioni in classifica durante la sesta tappa: viene sorpreso nelle retrovie nella fase iniziale della tappa, quando il gruppo si spezza, e giunge al traguardo con 26'38" di ritardo dai primi, salvandosi dal tempo massimo per soli 47" ma perdendo molte posizioni in classifica generale. Dopo essere andato all'attacco, infruttuosamente, nell'ultima tappa, conclude la sua prima gara World Tour in trentottesima posizione, a 35'07" da Valverde. Esordisce alla Freccia Vallone mettendosi in evidenza con un allungo a circa 200 metri dal traguardo ma viene superato da Alejandro Valverde e da altri corridori, classificandosi nono a 1" dallo spagnolo sul traguardo di Huy. Ottiene la prima vittoria da professionista imponendosi nella terza tappa del Tour de l'Ain, davanti al compagno Thibaut Pinot; conclude la corsa al secondo posto in classifica, alle spalle di Pinot.
Nel 2018 non ottiene successi, ma partecipa al suo primo Tour de France e si piazza quinto alla Classic Sud Ardèche e secondo, alle spalle di Davide Ballerini, al Memorial Marco Pantani a Cesenatico. Apre la stagione 2019 con il successo nell classifica giovani al Tour de la Provence, è poi terzo e miglior giovane allo UAE Tour, e sesto alla Liegi-Bastogne-Liegi; al Tour de Romandie vince quindi una tappa, conclude quinto in classifica e fa sua la classifica dei giovani, mentre al Tour de France è tredicesimo finale e secondo, alle spalle di Egan Bernal, nella classifica giovani. Conclude la stagione con il quarto posto al Gran Premio Bruno Beghelli e il quinto alla Milano-Torino.

## Palmarès

### Strada
- 2014 (Juniores)

3ª tappa Aubel-Thimister-La Gleize (La Gleize > La Gleize)
Classifica generale Aubel-Thimister-La Gleize
- 2015 (Côtes d'Armor-Marie Morin, due vittorie)

1ª tappa Ronde Finistérienne
3ª tappa Tour d'Auvergne
- 2016 (Côtes d'Armor-Marie Morin, otto vittorie)

Boucles Sérentaises
Plaintel-Plaintel
2ª tappa Corsa della Pace Under-23 (Krnov > Dlouhé Stráně)
Classifica generale Corsa della Pace Under-23
2ª tappa Ronde Finistérienne
Classifica generale Estivale Bretonne
6ª tappa Tour de l'Avenir (Saint-Gervais Mont-Blanc > Tignes)
Classifica generale Tour de l'Avenir
- 2017 (FDJ, una vittoria)

3ª tappa Tour de l'Ain (Lagnieu > Oyonnax)
- 2019 (Groupama-FDJ, una vittoria)

3ª tappa Tour de Romandie (Romont > Romont)
- 2020 (Groupama-FDJ, due vittorie)

11ª tappa Vuelta a España (Villaviciosa > Alto de la Farrapona)
17ª tappa Vuelta a España (Sequeros > Alto de La Covatilla)
- 2021 (Groupama-FDJ, tre vittorie)

Ardèche Classic
6ª tappa Itzulia Basque Country (Ondarroa > Arrate (Eibar))
5ª tappa Tour de Luxembourg (Mersch > Lussemburgo)
- 2022 (Groupama-FDJ, due vittorie)

2ª tappa Volta ao Algarve (Albufeira > Fóia)
3ª tappa Giro del Delfinato (Saint-Paulien > Chastreix-Sancy)
- 2024 (Groupama-FDJ, due vittorie)

Tour du Jura
5ª tappa Giro del Lussemburgo (Mersch > Lussemburgo)
- 2025 (Groupama-FDJ, una vittoria)

3ª tappa Tour of Oman (Fanja > Monti Ḥajar)

#### Altri successi
- 2016 (Côtes d'Armor-Marie Morin)

Classifica a punti Corsa della Pace Under-23
- 2017 (FDJ)

Classifica giovani Tour de l'Ain
- 2019 (Groupama-FDJ)

Classifica giovani Tour de la Provence
Classifica giovani UAE Tour
Classifica giovani Tour de Romandie
- 2021 (Groupama-FDJ)

Classifica giovani Tour des Alpes-Maritimes et du Var
Classifica giovani Critérium du Dauphiné
- 2023 (Groupama-FDJ)

Classifica scalatori Tour des Alpes-Maritimes et du Var

## Piazzamenti

### Grandi Giri
- Giro d'Italia

2025: 66º
- Tour de France

2018: 34º
2019: 13º
2020: ritirato (16ª tappa)
2021: 11º
2022: 4º
2023: 9º
2024: 65º
Vuelta a España
2020: 8º
2024: 6º

### Classiche monumento
- Liegi-Bastogne-Liegi

2018: 85º
2019: 6º
2021: 3º
2023: ritirato
2024: 43º
- Giro di Lombardia

2017: 44º
2018: 79º
2019: 11º
2021: 7º
2024: 9º

### Competizioni mondiali
- Campionati del mondo

Ponferrada 2014 - In linea Juniores: 80°
Zurigo 2024 - In linea Elite: 33°
- Giochi olimpici

Tokyo 2020 - In linea: 7º

### Competizioni europee
- Campionati europei

Plumelec 2016 - In linea Under-23: 64°